# Drymeia neoborealis
Drymeia neoborealis är en tvåvingeart som först beskrevs av John Otterbein Snyder 1949.  Drymeia neoborealis ingår i släktet Drymeia och familjen husflugor. Inga underarter finns listade i Catalogue of Life.